# خوان مرا (بازیکن فوتبال)
خوان مرا (انگلیسی: Juan Mera؛ زادهٔ ۲۲ نوامبر ۱۹۹۳) بازیکن فوتبال اهل اسپانیا است.